# Maximilian Plötzeneder
Maximilian Plötzeneder (ur. 5 kwietnia 1971 w Singapurze) – austriacki snowboardzista. Zajął 24. miejsce w half-pipe'ie na igrzyskach w Nagano. Nie startował na mistrzostwach świata w snowboardzie. Najlepsze wyniki w Pucharze Świata osiągnął w sezonie 1996/1997, kiedy to zajął 66. miejsce w klasyfikacji generalnej.
W 1998 r. zakończył karierę.

## Sukcesy

### Igrzyska olimpijskie
| Miejsce | Dzień     | Rok  | Miejscowość | Konkurencja | Zwycięzca   |
| ------- | --------- | ---- | ----------- | ----------- | ----------- |
| 24.     | 12 lutego | 1998 | Nagano      | Halfpipe    | Gian Simmen |

### Puchar Świata

#### Miejsca w klasyfikacji generalnej
- 1996/1997 - 66.
- 1997/1998 - 122.

#### Miejsca na podium
1. Kanbayashi – 16 lutego 1997 (Halfpipe) - 1. miejsce